# Iljuschin Il-20 (1948)
Die Iljuschin Il-20 (russisch Ильюшин Ил-20) war ein sowjetischer Schlachtflugzeug-Entwurf. Der einmotorige Ganzmetallzweisitzer wurde 1948 entworfen und nicht in Serie produziert. Die Testpiloten nannten das Flugzeug Gorbach.

## Entwicklung
Die Arbeiten begannen 1947. Der Rumpf war mit 15 mm starkem Stahlblech gepanzert. Zur Verbesserung der Sicht während des Bombenabwurfs im Horizontalflug war die Pilotenkanzel in den Bug des Rumpfes direkt über das Triebwerk verlegt worden. Der Erstflug durch Wladimir Kokkinaki erfolgte Ende 1948.
Das Projekt wurde in der beginnenden Strahltriebwerks-Ära nicht weiter verfolgt.

## Technische Daten

Dreiseitenriss

| Kenngröße             | Daten |
| --------------------- | --- |
| Besatzung             | 2 (Pilot und Funker/Bordschütze)                                                                                        |
| Länge                 | 12,59 m |
| Spannweite            | 17,00 m |
| Höhe                  | 4,1 m |
| Flügelfläche          | 44,0 m² |
| Flügelstreckung       | 6,6 |
| Leermasse             | 7.892 kg |
| Startmasse            | normal 9.500 kg maximal 10.250 kg                                                                                       |
| Triebwerk             | ein 12-Zylinder-V-Motor MF-47F mit 3.000 PS (2.206 kW) Startleistung                                                    |
| Höchstgeschwindigkeit | 515 km/h in 2.800 m Höhe                                                                                                |
| Steigzeit             | 8 min auf 5.000 m Höhe                                                                                                  |
| Reichweite            | 1.680 km |
| Gipfelhöhe            | 7.750 m |
| Bewaffnung            | vier starre 23-mm-MK NS-23 mit je 150 Schuss in den Tragflächen eine bewegliche 23-mm-Zwillings-MK NS-23 im Abwehrstand |
| Bombenlast            | bis 1.000 kg vier 100-kg-Bomben oder zwei 500-kg-Bomben oder acht 82-mm-Raketen an Unterflügel-Außenstationen           |